# Raiffeisenbank Leibnitz
Die Raiffeisenbank Leibnitz eGen  ist eine österreichische Regionalbank mit Sitz in Leibnitz in der Südsteiermark.

## Geschichte
Die Raiffeisenbank Leibnitz eGen wurde am 5. September 1897 im Rahmen der Gründungs- und zugleich 1. Generalversammlung des Raiffeisen´schen Vorschusscassenvereins für die Marktgemeinde Leibnitz, zu registrierende Genossenschaft mit unbeschränkter Haftung und mit dem Sitz in Leibnitz, gegründet. Erster Obmann des neuen Bankinstitutes war Franz Knittelfelder, Buch- und Cassenführer war Berthold Schellauf. Bis zum Jahr 1923 wurden die Amtsstunden in verschiedenen Gasthäusern in Leibnitz, meist sonntags nach dem Kirchgang, abgehalten.
Am 23. Februar 1923 wurde das erste Geschäftslokal der Raiffeisen´schen Vorschusscasse Leibnitz in der Grazergasse eröffnet.
In der ordentlichen Generalversammlung vom 1. August 1937 im Gasthaus Poschauko am Hauptplatz berichtet der Obmann Karl Werbantsch über den getätigten Ankauf der Realität Poschauko um Schilling 40.000,–. Der langgehegte Wunsch, ein Lokal am Hauptplatz zu erhalten, wurde damit verwirklicht.
1966 wurde ein Grundstück (Ecke Bahnhofstraße – Karl-Morre-Gasse) zur Errichtung des neuen Raiffeisen-Bankgebäudes angekauft.

1967 wurde die Bankstelle Neutillmitsch als „Autobank Tillmitsch“ eröffnet.

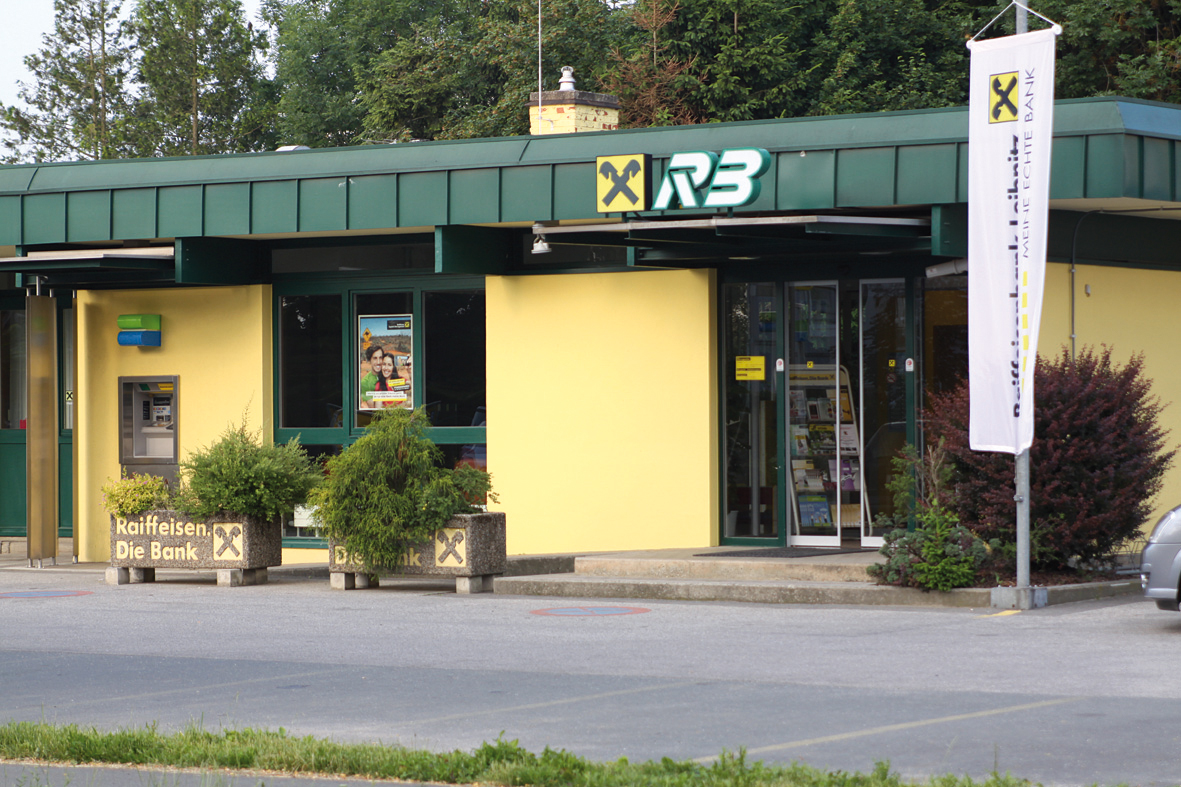
Bankstelle in Neutillmitsch

Am 27. Oktober 1968 wurde das neue Bankgebäude mit einer Sonderausstellung zur Weltraumfahrt (Original Mercury-Weltraumkapsel) festlich eröffnet.
Die Liegenschaft am Hauptplatz wurde an heimische Unternehmer verkauft.
Von 1970 bis 2016 betrieb die Raiffeisenbank Leibnitz eine Bankstelle in Wagna.
Von 1995 bis 1996 erfolgte der Zu- und Umbau des Hauptinstitutes in der Leibnitzer Bahnhofstraße zum jetzigen Erscheinungsbild.

## Unternehmensprofil
Seit der Gründung des Institutes im Jahr 1897 ist die Raiffeisenbank Leibnitz im Besitz der Mitglieder der Genossenschaft. Jedes Mitglied ist Miteigentümer der Bank und in die grundlegenden Entscheidungsprozesse mit eingebunden. Die Raiffeisenbank Leibnitz agiert weitgehend unabhängig und vereint sowohl Vertriebs- als auch Betriebsabteilungen unter einem Dach vereint. Weder Hintergrundarbeiten noch Stabsstellen werden an eine Zentrale ausgelagert. Somit ist die Raiffeisenbank Leibnitz auch ein wesentlicher Arbeitgeber in der Region.

## Genossenschaftsprinzip
Das Prinzip der Genossenschaftsbanken wurde im 19. Jahrhundert von Friedrich Wilhelm Raiffeisen wesentlich geprägt. Seine Ideen fanden auch in Österreich großen Anklang und führten zu der Gründung vieler Institute, die auf diesem Prinzip basieren. Grundlegender Zweck der Genossenschaftsbanken ist im Wesentlichen die Verzinsung von angelegtem Kapital und die Kreditgewährung für kleine Leute. Das System basiert also auf Gegenseitigkeit der einzelnen Genossenschaftsmitglieder, in deren Eigentum das Institut steht. Die Raiffeisenbank Leibnitz ist dieser grundsätzlichen Linie auch heute noch verpflichtet. Die Bewahrung dieser Souveränität und des Status als Primärbank ist das oberste Ziel des Unternehmens. Dadurch können alle Entscheidungen vor Ort getroffen werden. Durch das Prinzip der direkten Vergabe der Einlagen als Kredite bleibt die Wertschöpfung und das erwirtschaftete Kapital in der Region erhalten.